# Зариа, Гиорги
Гиорги Зариа (груз. გიორგი ზარია; род. 14 июля 1997, Кутаиси) — грузинский футболист, полузащитник казахстанского клуба «Кайрат» и сборной Грузии.

## Клубная карьера
Гиорги Зариа начал свою карьеру в «Саско». Дебют за клуб состоялся 10 апреля 2014 года в матче против «Дилы II». Свой первый гол за «Саско» забил в ворота «Сулори». В матче против «ГТУ» оформил хет-трик. Всего за клуб сыграл 6 матчей, где забил 4 мяча.
1 августа 2015 года перешёл в «Динамо (Тбилиси)». Первый матч за клуб сыграл 21 августа 2016 года против «Спартак-Цхинвали». Свой первый гол забил в ворота «Торпедо (Кутаиси)». Всего за клуб сыграл 73 матчей, где забил 6 мячей и отдал 9 голевых передач.
1 января 2021 года перешёл в «Динамо (Батуми)». Дебютный матч за свою команду провёл 27 февраля 2021 года в матче против «Торпедо (Кутаиси)». Первый гол за «Динамо (Батуми)» забил в ворота футбольного клуба «Шукура».

## Карьера в сборной
За молодёжные грузинские сборные сыграл 3 матча, где забил гол. В основную сборную Грузии был вызван после того, как Георгий Панцулая получил травму. Дебют за неё состоялся 5 сентября 2021 года в матче отборочного турнира на чемпионат мира против Испании.

## Достижения
- Чемпион Грузии: 2019, 2020, 2021, 2023
- Обладатель Суперкубка Грузии[14]: 2022
- Чемпион Казахстана: 2024